# Diéouzon
Diéouzon  è una città e sottoprefettura della Costa d'Avorio appartenente al dipartimento di Bangolo. Conta una popolazione di 31 009 abitanti (censimento 2014).